# Linzhou
Linzhou (chinesisch 林州市, Pinyin Línzhōu Shì) ist eine kreisfreie Stadt in der zentralchinesischen Provinz Henan. Sie gehört zum Verwaltungsgebiet der bezirksfreien Stadt Anyang und liegt im „Dreiländereck“ der Provinzen Henan, Shanxi und Hebei. Der Rote-Fahne-Kanal liegt auf ihrem Gebiet. Der frühere Name war Linxian (Kreis Lin). Die Fläche beträgt 2.046 Quadratkilometer und die Einwohnerzahl 815.000 (Stand: Ende 2018).